# Claude Kahn
Pour les articles homonymes, voir Kahn.
Claude Kahn, né le 9 novembre 1935 à Marseille (Bouches-du-Rhône) et mort le 17 novembre 2023 à Vallauris (Alpes-Maritimes), est un pianiste français de renommée internationale. 
Il est connu pour ses interprétations de musique romantique (plus précisément du répertoire de Chopin et de Liszt), mais également de musique française : Debussy, Fauré, Ravel.

## Biographie
Claude Kahn commence le piano à l'âge de quatre ans. Ses professeurs sont Rose Lejour, Yves Nat et Nadia Boulanger, ainsi que Marguerite Long avec laquelle il travaille pendant dix ans.
En 1956, il reçoit le prix de la meilleure interprétation de La Campanella à l'unanimité du jury lors du Concours international de piano Franz Liszt à Budapest, alors qu'il n'a que quinze ans. Il remporte ensuite une médaille au Concours international d'exécution musicale de Genève et le Grand Prix du concours Casella à Naples.
Il joue avec l'Orchestre national de France, l'Orchestre de la Garde républicaine dirigé par Roger Boutry, l'Orchestre de Nice dirigé par Philippe Bender, l'Orchestre de Monte-Carlo, l'Orchestre de la Norddeutscher Rundfunk de Hambourg et l'Orchestre philharmonique de Cologne placés sous la direction de Wolfgang Rössler, l'Orchestre d'Israël, le London Symphony Orchestra dirigé par Georges Tzipine, l'Orchestre de Philadelphie dirigé par Eugène Ormandy.
Il publie vingt-et-un albums consacrés à Frédéric Chopin, son compositeur favori, mais aussi Bach, Mozart, Beethoven, Schubert, Liszt, Schumann, Brahms, Tchaikovski, Rachmaninoff, Fauré, Ravel, Debussy.
Il crée en 1970 le Concours de piano Claude Kahn, qui devient concours international en 1980, puis concours européen en 1990. La finale et le concert des lauréats ont toujours lieu à Paris, salle Gaveau.
En 1979, Claude Kahn crée, à la demande du maire, le Conservatoire de Musique et d'Art Dramatique d'Antibes, qu'il dirige jusqu'en 1991, tout en préservant sa carrière de pianiste international. Le Conservatoire compte 700 élèves ayant à leur disposition 35 professeurs. En 1991, Claude Kahn en transmet la direction au chef d'orchestre Pol Mule. Puis, Claude Kahn accepte la proposition du sénateur-maire Suzanne Sauvaigo de diriger le Conservatoire de Cagnes-sur-Mer.
Il vit à Golfe-Juan dans sa maison familiale au milieu d'orangers et de bigaradiers plantés par ses aïeux, et en perpétue la culture et la récolte. C'est là qu'il se ressource et travaille son piano, chaque jour, tel un artisan, comme il se plaît à dire. Claude Kahn est décoré de l'ordre national du Mérite. La décoration est remise par le président du Sénat Alain Poher, en novembre 1987.
Il décède le 17 novembre 2023 à Vallauris.

## Concours Claude Kahn
- Comité d'honneur

Le comité d'honneur (placé sous la présidence honoraire de Jean-Michel Damase, 1er Grand prix de Rome en 1947), comporte les personnalités suivantes : Marcel Bitsch, Roger Boutry, Jean-Michel Damase, Lucette Descaves, Gérard Devos, Olivier Gardon, Lydia Jardon, Geneviève Joy, Paul Kuentz, Yvonne Loriod, Jean Martin, Dominique Merlet, Pierre Réach, Daniel Wayenberg, François Weigel, Ventsislav Yankoff.
- Membres du jury

Dans le jury se sont succédé des personnalités marquantes comme Paul Badura-Skoda, Roger Boutry, Gaby Casadesus, Jacques Castérède, Jacques Chailley, Jean-Michel Damase, Lucette Descaves, Bernard Gavoty, Geneviève Joy, Paul Kuentz, Dominique Merlet, Germaine Mounier, Gabriel Tacchino, Jacques Taddei, François Weigel.
- Lauréats

Parmi les lauréats, Bernard d'Ascoli, Delphine Bardin, Giovanni Bellucci, Florent Boffard, François Daudet, François-Frédéric Guy, Jean-Frédéric Neuburger et Alexandre Tharaud.

## Discographie
- Ludwig van Beethoven : 5e Concerto L'Empereur avec l'Orchestre de la Garde républicaine placé sous la direction de Roger Boutry. Epidaure 10043
- Johannes Brahms : Intermezzi, Ballade, Rhapsodie no 2, Sonate op.5. Epidaure 10055 (ASIN B001G53KBE)
- Frédéric Chopin : 24 Études pour piano en 2004. Epidaure 10050 (ASIN B00062QYBQ)
- Frédéric Chopin : 24 Mazurkas en 1982. Epidaure EPI1943 (ASIN B00062QYCO)
- Frédéric Chopin : 18 Valses en 2004. Epidaure 10051 (ASIN B00062QYCO)
- Frédéric Chopin : Scherzo no 1, Scherzo no 3, Polonaise héroïque, Sonate en si mineur op.58. Epidaure 2003 (ASIN B0000DBK9E)
- Frédéric Chopin : Ballade no 4 op.52, Mazurkas, Polonaise Fantaisie op.61, Barcarolle op.60, Berceuse op.57. Epidaure (ASIN B000EF5W86)
- Frédéric Chopin : Concerto no 1 & no 2  avec l'Orchestre de la Garde républicaine placé sous la direction de Roger Boutry. Epidaure 10042 (ASIN B00004NINY)
- Claude Debussy : 24 Préludes. Epidaure 10049 (ASIN B00004VKLFI)
- Gabriel Fauré : Ballade avec l'Orchestre de la Garde républicaine placé sous la direction de Roger Boutry. Epidaure 10045
- César Franck : Variations Symphoniques avec l'Orchestre de la Garde républicaine placé sous la direction de Roger Boutry. Epidaure 10045
- Franz Liszt : Concerto no 1 avec l'Orchestre de la Garde républicaine placé sous la direction de Roger Boutry. Epidaure 10040
- Franz Liszt : Fantaisie hongroise pour piano et orchestre en 1979, avec l'Orchestre de la Norddeutscher Rundfunk de Hambourg (direction Wolfgang Rössler). Epidaure 110006
- Franz Liszt : La Leggierezza, Rhapsodies hongroises no 6 et no 15, Un Sospiro, Dans les Bois, Le Rossignol, La Campanella, Rêve d'Amour, Sonate en Si mineur. Epidaure 10037 (ASIN B0018WOYA6)
- Robert Schumann : Carnaval op.9. Epidaure 1934
- Robert Schumann : Scènes d'enfants op.15. Epidaure 2003 (ASIN B0000DBK9E)
- Robert Schumann : Papillons - Fantaisie Opus 17 - Études symphoniques. Epidaure, 2009
- Maurice Ravel : Concerto en Sol et Concerto pour la Main Gauche avec le London Symphony Orchestra. Epidaure 10035 (ASIN B00004VINO)
- Récital Debussy et Liszt : 12 Études de Debussy - Après une lecture de Dante, Funérailles de Liszt
- Récital Schubert et Liszt : Sonate en Sib Maj et sonate en Si mineur. Epidaure 2006
- Récital Chopin et Schumann : Scherzo no 1, Scherzo no 3, Polonaise Héroïque, Sonate Opus 58.